# Ivar Oldenburg
Ivar Henrik Oldenburg (Nacka, 27 de febrero de 1905 –  Estocolmo, 27 de octubre de 1993) fue un constructor naval sueco y director general adjunto de la Marina.
Oldenburg se graduó de bachiller en 1924 y obtuvo el título de ingeniero civil en el Real Instituto de Tecnología (KTH) en 1928. Trabajó en el departamento de construcción naval de la administración marítima y, desde 1954, fue director general adjunto de la Marina y jefe del cuerpo de ingenieros navales. Fue elegido miembro de la Sociedad de Oficiales de la Marina en 1954, de la Real Academia Sueca de Ciencias de la Guerra en 1956 y de la Academia de Ciencias de la Ingeniería en 1958. Oldenburg está enterrado en el Norra begravningsplatsen, a las afueras de Estocolmo.